# 一面せん断試験
一面せん断試験とは、土の強度を求めるためのせん断試験の一種である。

## 方法
上下に分かれたせん断箱に土供試体を納め、垂直方向に載荷した状態で、上箱または下箱に水平方向の力（せん断力）を加える。このとき、試料に生ずる抵抗力を測定して、土のせん断強さおよびせん断応力とせん断変位の関係を求める。
土のせん断抵抗はクーロンの公式によって以下のように表される。{\displaystyle \sigma }は垂直応力であり、実験により粘着力{\displaystyle C}と内部摩擦角{\displaystyle \phi }が求められる。
{\displaystyle \tau =C+\sigma \tan \phi }

## 特徴
- 比較的簡単な試験である。
- 試料の量が少量で済む。

## 問題点
- 非排水せん断試験が事実上不可能である。